# Zu Jia
Zu Jia (祖甲), nome personale Zi Zai (子載) (fl. XIII secolo a.C.) fu il ventitreesimo re della Dinastia Shang.
Sul libro di Guoyu (国语) viene chiamato Di Jia (帝甲).

## Regno
Salì al trono a Yin (殷) nel 1258 a.C. e regnò fino al 1225 a.C.
Combatté lungamente contro i pirati Rong occidentali riuscendo a sconfiggerli nel tredicesimo anno del suo regno.
Nel 27º anno del suo regno, nominò i suoi due figli gemelli, Zi Xiao (子嚣) e Zi Liang (子良), principi.
Alcune incisioni oracolari su osso relative al suo regno, rinvenuti a Yin Xu, mostrano che egli cambiò la tradizione, cercando di rendere il governo più razionale interrompendo i sacrifici agli antenati mitici, alle montagne ed ai fiumi e promuovendo quelli dedicati a personaggi storici come Wu Ding.